# Insomniac Games
Insomniac Games, Inc. (englisch insomniac ‚Schlafloser‘) ist ein US-amerikanisches Unternehmen, das in der Vergangenheit hauptsächlich Spiele für Sonys PlayStation, PlayStation 2 und PlayStation 3 entwickelt hat. Das Unternehmen wird von CEO Ted Price geleitet; leitende Programmierer sind Alex und Brian Hastings.

## Geschichte
Insomniac Games wurde 1994 als unabhängiger Spieleentwickler gegründet. Die Firma sitzt in Burbank in Kalifornien. Nachdem Insomniac bereits 1996 das Spiel Disruptor veröffentlicht hatte, schaffte es 1998 bis 2000 den Durchbruch mit den ersten drei Teilen der Spyro-Serie, die später von anderen Entwicklern und auch auf anderen Plattformen weitergeführt wurde.
Seit 2002 produziert Insomniac ebenfalls sehr erfolgreich die Ratchet-&-Clank-Serie, welche es schon auf neun Teile (die ersten vier erschienen für PlayStation 2, der fünfte und siebte für PSP, der sechste, achte und neunte für PS3.) bringt. Auch diese Serie wurde von anderen Entwicklern auf weitere Plattformen übertragen: Ende 2005 erschien ein Handyspiel aus dem „Ratchet-&-Clank“-Universum, das von Jamba vertrieben wird. Im Jahr 2006 kam mit Resistance: Fall of Man der erste PlayStation-3-Ego-Shooter von Insomniac Games auf den Markt.
Am 10. Juni 2013 verkündete das Entwicklerstudio das erste Mal in seiner Historie die Zusammenarbeit mit einem anderen Konsolenhersteller als Sony: Das Spiel Sunset Overdrive erschien am 1. November 2014 exklusiv für Microsofts Xbox One, wobei Microsoft hierbei auch als Publisher für den Titel fungiert. Das Spiel erreichte am 10. Oktober 2014 den Gold-Status. 2019 wurde Insomniac von Sony Interactive Entertainment übernommen und ist seither Teil der PlayStation Studios.

## Beziehung zu Naughty Dog
Insomniac Games pflegt eine enge Partnerschaft mit dem Entwicklerteam Naughty Dog, das die Crash-Bandicoot- sowie die Jak-and-Daxter-Reihe entwickelt hat. Die Spiele beider Entwickler beinhalten Verweise aufeinander. Demo-Versionen von Spielen einer Firma liegen oft den Spielen der anderen Firma bei. Außerdem benutzt Ratchet & Clank 2 eine modifizierte Version der Engine von Jak 2, dem zweiten Jak-and-Daxter-Teil.

## Spiele
| Jahr | Spiel                                        | Konsole                               |
| ---- | -------------------------------------------- | ------------------------------------- |
| TBA  | Marvel's Wolverine                           | PlayStation 5                         |
| 1996 | Disruptor                                    | PlayStation                           |
| 1998 | Spyro                                        | PlayStation                           |
| 1999 | Spyro 2: Ripto's Rage / Gateway to Glimmer   | PlayStation                           |
| 2000 | Spyro 3: Year of the Dragon                  | PlayStation                           |
| 2002 | Ratchet-&-Clank                              | PlayStation 2                         |
| 2003 | Ratchet & Clank: Going Commando              | PlayStation 2                         |
| 2004 | Ratchet & Clank: Up Your Arsenal             | PlayStation 2                         |
| 2005 | Ratchet: Deadlocked                          | PlayStation 2                         |
| 2006 | Resistance: Fall of Man                      | PlayStation 3                         |
| 2007 | Ratchet & Clank Future: Tools of Destruction | PlayStation 3                         |
| 2008 | Ratchet & Clank Future: Quest for Booty      | PlayStation 3                         |
| 2008 | Resistance 2                                 | PlayStation 3                         |
| 2009 | Ratchet & Clank: A Crack in Time             | PlayStation 3                         |
| 2011 | Resistance 3                                 | PlayStation 3                         |
| 2011 | Ratchet & Clank: All 4 One                   | PlayStation 3                         |
| 2012 | Outernauts                                   | iOS                                   |
| 2012 | Ratchet & Clank: Full Frontal Assault        | PlayStation 3, PlayStation Vita       |
| 2013 | Ratchet & Clank: Into the Nexus              | PlayStation 3                         |
| 2013 | Fuse                                         | PlayStation 3, Xbox 360               |
| 2014 | Sunset Overdrive                             | Xbox One, Microsoft Windows           |
| 2015 | Fruit Fusion                                 | Android, iOS                          |
| 2015 | Bad Dinos                                    | Android, iOS                          |
| 2015 | Digit & Dash                                 | iOS                                   |
| 2015 | Slow Down, Bull                              | Windows, Mac OS X, Linux              |
| 2016 | Ratchet & Clank                              | PlayStation 4                         |
| 2016 | Edge of Nowhere                              | Windows                               |
| 2016 | The Unspoken                                 | Windows                               |
| 2016 | Feral Rites                                  | Windows                               |
| 2016 | Song of the Deep                             | Windows, PlayStation 4, Xbox One      |
| 2018 | Seedling                                     | Magic Leap One                        |
| 2018 | Marvel’s Spider-Man                          | PlayStation 4                         |
| 2019 | Strangelets                                  | Magic Leap One                        |
| 2019 | Stormland                                    | Windows                               |
| 2020 | Marvel’s Spider-Man: Miles Morales           | Windows, PlayStation 4, PlayStation 5 |
| 2020 | Marvel's Spider-Man Remastered               | Windows, PlayStation 5                |
| 2021 | Ratchet & Clank: Rift Apart                  | Windows, PlayStation 5                |
| 2023 | Marvel’s Spider-Man 2                        | PlayStation 5                         |